# Juan Gonzalo Matta

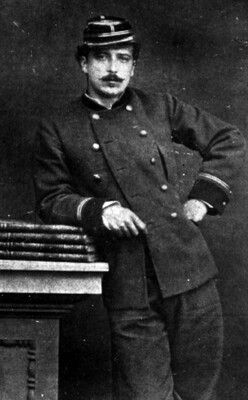
Juan Gonzalo Matta vestido con uniforme de teniente del Regimiento Atacama, en 1879. Fotografía autorizada para su uso en Wikipedia, por Rodolfo Manzo, del portal www.simbolospatrios.cl→2010/10/14

Juan Gonzalo Matta (ca. 1856-1896) fue un diplomático chileno que participó en las primeras negociaciones diplomáticas con Bolivia, en el período que media entre el Pacto de Tregua de 1884 y el Tratado de Paz de 1904. Fue asimismo un intelectual y participó en algunas de las acciones militares de la Guerra del Pacífico (1879-1883) motivado por un sentimiento romántico y nacionalista. Su prematura muerte, el lugar y la forma en que esta ocurrió, permiten calificarlo como el primer mártir de la diplomacia chilena.

## Sus orígenes
Hijo -quizás putativo- de Guillermo Matta Goyenechea (1829-1899). 
Se desconoce aún su fecha exacta y lugar de nacimiento, así como el nombre de su madre. Se presume que habría nacido en Copiapó o en Santiago hacia el año 1856, pero no ha sido encontrada prueba documental de lo anterior. Careció legalmente de segundo apellido, pero ocasionalmente diversos autores le asignan falazmente el de su propio padre: Goyenechea, como el del apellido de la segunda esposa del mismo: Ortíz, por Faustina Ortíz Sotomayor (+ 1905).
Era cuñado de Valentín Letelier Madariaga, quien era cónyuge de su única media hermana conocida, Mercedes Beatriz Matta Luco (Santiago 1862-Santiago 1946), hija de Ana Rosa Luco Huici, primera cónyuge de su padre.
Era primo paterno, aunque bastante menor, del Presidente Manuel Montt Torres, nieto de Luz Goyenechea de la Sierra, hermana de su abuela materna, Mercedes Petronila Goyenechea de la Sierra, hermanas ambas de Candelaria, madre de los Gallo Goyenechea (primos maternos de su familia paterna), la más acaudalada de Copiapó, y una de las más ricas de Chile, durante el segundo tercio del siglo XIX.

## Educación

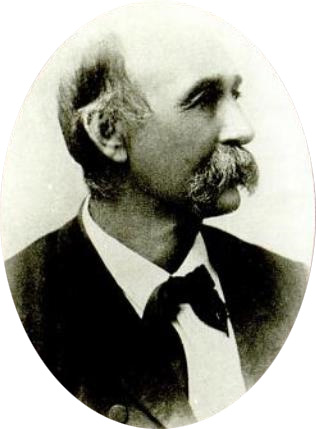
Manuel Antonio Matta.

Su padre, Guillermo Matta, un afamado y rico intelectual, político, editor de numerosos periódicos (tanto políticos como literarios) y diplomático chileno, lo educó primero en el Instituto Nacional de Santiago. Abandonó sus estudios formales el año 1875, cuando el presidente Federico Errázuriz Zañartu designó a su progenitor, Intendente de Atacama (1875-1881), abandonando la capital de Chile al llamado de su padre, estableciéndose en Copiapó, siendo alumno del Liceo de Copiapó. 
Empero, su cultura más bien provenía del seno de la familia que lo cobijó.
En efecto, tanto su progenitor como sus tíos paternos fueron todos intelectuales de nota, con una vasta cultura adquirida en largas estancias en Europa, y editores de numerosas revistas y no pocos diarios de la época. En definitiva, hombres públicos de gran probidad, distinción y conocimiento de idiomas (particularmente el alemán, el inglés y el francés). Entre ellos debemos nombrar a Manuel Antonio (cuya fotografía vemos en este artículo), Francisco de Paula y Felipe Santiago Matta Goyenechea.

## Matta, poeta
Fue un joven poeta atacameño, que dio a conocer sus versos en periódicos y revistas antes de la Guerra del Pacífico, tanto en Copiapó como en Santiago. Tanto en el Instituto Nacional como en el Liceo de Hombres de Copiapó, su verso es recordado. Es mencionado en algunas antologías de poetas decimonónicos de Chile y Latinoamérica.
Su facilidad para la escritura le permitió, durante la conflagración bélica, ser Secretario de algunas altas autoridades militares chilenas, mencionándose -entre otras- el General Manuel Baquedano González y, antes de éste, el Coronel Juan Martínez Bustos.
Por otra parte, su prolongada estada en Argentina y en Europa, siendo ya adulto y asimismo cumpliendo labores diplomáticas, le permitieron consolidar un buen acervo intelectual, tanto en idioma español, inglés como alemán.

## Labor militar
Como joven oficial del Regimiento Atacama, conformado por jóvenes copiapinos quienes se enrolaron voluntariamente en la unidad militar que formó su padre, a la sazón Intendente de la Provincia, alcanzó el grado de Capitán durante la Guerra del Pacífico. Tomó parte en algunas batallas históricas, como Pisagua, Dolores, Los Ángeles y Tacna y fue Secretario del General en Jefe del Ejército, General Manuel Baquedano (1823-1897), durante la Campaña de Lima (batallas de Chorrillos y Miraflores). Habría vivido un breve tiempo en Lima durante la ocupación chilena de la capital peruana.

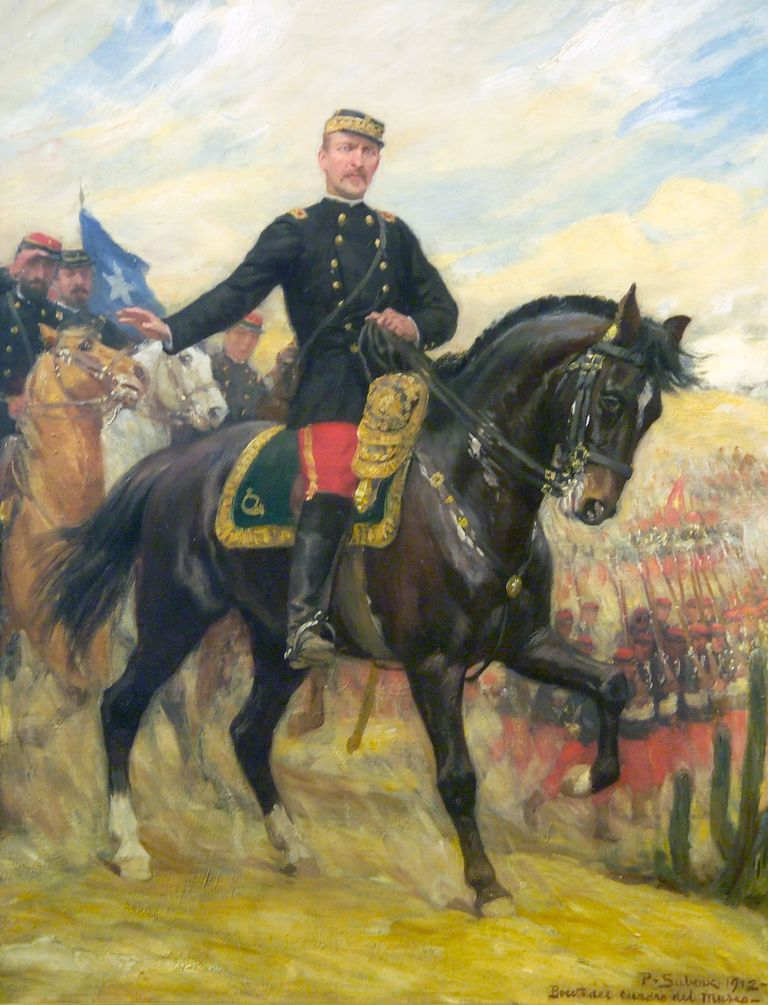
El General de Ejército Manuel Baquedano

## Labor diplomática
Estuvo destinado en Buenos Aires y Berlín como Secretario Diplomático, cuando su padre, Guillermo Matta Goyenechea era Ministro Plenipotenciario de Chile en Argentina primero, y ante el Imperio Alemán, luego. 
En Bolivia, en su calidad inicial de Agente Diplomático, tuvo destacada participación en la conflagración chilena de 1891, toda vez que logró que el gobierno boliviano reconociera al bando congresista como "beligerante". Bolivia fue el único país que lo hizo, ante el ofrecimiento de importantes concesiones comerciales, en el ambiente de la postguerra chilena-boliviana.
Posteriormente, primero en su calidad de Encargado de Negocios a.i., y de Ministro Plenipotenciario luego, tomó parte en diversas y destacadas -aunque infructuosas- negociaciones diplomáticas, destinadas a resolver la mediterraneidad boliviana. En éstas, procuró entregar la rada de Arica o la Caleta Vitor, entonces bajo dominio militar de Chile, a Bolivia, permitiéndole así un puerto seguro en el Pacífico. Tales acuerdos llevan su apellido.
El 13 de agosto de 1896, Matta es asesinado y su misión diplomática queda inconclusa.

## Muerte
Juan Gonzalo Matta murió asesinado a tiros en la Plaza de Armas de Sucre, Bolivia, el 13 de agosto de 1896. Se conoce que su muerte fue resultado de los celos de un rico e influyente hombre de la ciudad, José Cuéllar, enceguecido por la amistad que le profesaba el diplomático chileno a su mujer, Dolores. 
Aunque no falleció en el ataque, la debilidad provocada por la tuberculosis que padecía propició la muerte de Matta. 
El proceso judicial contra el asesino fue largo y tortuoso, incluyendo alegaciones de demencia y un incendio, que consumió el archivo del tribunal y la interrupción del caso.
Sus restos fueron trasladados a Chile posteriormente, en medio de grandes sentimientos de pesar, tanto en Bolivia, donde había dejado destacados amigos, como en Chile. En el Cementerio General de Santiago, donde está sepultado, fue despedido mediante un elogioso discurso, por el ministro de Relaciones Exteriores de la época, Carlos Morla Vicuña.
Los diarios chilenos de la época mencionan que el ataque ocurrió en la Plaza de Armas de la ciudad, una tarde de domingo, en medio de toda la población que paseaba a esas horas, dando lugar a que algunos, habiendo escuchado los tiros, gritaran: ¡revolución, revolución!.

## Su paso a la posteridad
Aunque no se le conocen cónyuges ni hijos, su vida siempre estuvo rodeada por un aura de aventuras y misterio. Se le conoció como un seductor, hablándose de novias e incluso hijos, aunque no existe certeza documental de nada. Su trágica muerte, a los 40 años de edad, motiva a que sea considerado el "primer mártir de la diplomacia chilena". 
En el edificio de la Academia Diplomática de Chile "Andrés Bello", denominado Palacio Edwards o Club de Septiembre, existe una placa que honra su memoria.
El año 2004, Jorge Arena, pseudónimo de la escritora chilena, María Elena Moreno, publicó la novela «La batalla de Dolores», donde, a partir de las circunstancias de la muerte de Matta en Bolivia, hilvana un relato con prosa poética, erotismo, historiografía, documentos y literatura, haciendo un paralelo donde las relaciones íntimas son alegoría de las relaciones políticas.